# Eurytoma sphaera
Eurytoma sphaera är en stekelart som beskrevs av Bugbee 1967. Eurytoma sphaera ingår i släktet Eurytoma och familjen kragglanssteklar. Inga underarter finns listade i Catalogue of Life.